# SMS G 9
G 9 – niemiecki niszczyciel z okresu I wojny światowej. Trzecia jednostka typu G 7. Brał udział w bitwach koło Helgolandu i na Dogger Bank. Zatonął na minie 3 maja 1918 roku na Morzu Północnym, na pozycji 55°14′N 6°19′E/55,233333 6,316667 (31 ofiar)

## Dane techniczne[2]
- wyporność projektowa / pełna: 573/719 t
- wymiary:
  - długość: 71,5 m
  - szerokość: 7,56 m
  - zanurzenie: 3,09 m
- siłownia: 2 turbiny parowe Germania o mocy 16.406 KM, 3 kotły opalane węglem i 1 opalany ropą, 2 śruby
- prędkość: 33 w
- zasięg: 1150 mil morskich przy prędkości 17 w
- zapas paliwa: 110 t węgla i 80 t ropy
- załoga: 74 (3 oficerów)
- uzbrojenie:
  - 2 działa 88 mm (2xI)
  - 4 wyrzutnie torped 500 mm (4xI)
  - 18 min morskich (możliwość)